# Nada (serie de televisión)
Nada es una miniserie de televisión por internet de comedia dramática argentina original de Star+. La trama se centra en un adulto mayor, que deberá readaptarse a la vida tras la muerte de su empleada doméstica que lo acompañó por más de 40 años. Está protagonizada por Luis Brandoni, Robert De Niro, Majo Cabrera, María Rosa Fugazot y Silvia Kutika. La serie se estrenó el 11 de octubre de 2023.

## Sinopsis
Cuenta la historia de Manuel (Luis Brandoni), un crítico gastronómico que dependió toda su vida de su ama de llaves, sin embargo, esta mujer fallece y él queda a la deriva porque no tiene idea de cómo manejarse por su cuenta en la cotidianeidad, por lo cual, contrata una nueva ama de llaves para que lo ayude en esta nueva etapa de su vida.

## Elenco

### Principal
- Luis Brandoni como Manuel Tamayo Prats
- Robert De Niro como Vincent Parisi
- Majo Cabrera como Antonia Noguera
- María Rosa Fugazot como Celsa Chamorro
- Silvia Kutika como Graciela "Grace" Figueroa

### Secundario
- Enrique Piñeyro como Ignacio Virasoro
- Belén Chavanne como Paloma
- Cecilia Dopazo como Clara Tamayo Prats
- Gastón Cocchiarale como Luciano Aizenberg
- Daniel Miglioranza como Fernand Montaigne

### Participaciones
- Pablo Novak
- Daniel Aráoz como Dueño de restaurante
- Rodrigo Noya como Félix Virasoro
- Guillermo Francella como Tito Barsamián
- Ariadna Asturzzi como Silvina
- Andrea Frigerio
- Santiago Kovadloff como Álvaro Bianco
- Francis Mallmann
- Gastón Pozzo como Taxista
- Manuel Vicente como Mozo
- Celso Franco como Aldo
- Manuel Vignau como Chef
- Martin Armendariz como Chico del bondi

## Episodios
| N.º | Título                     | Dirigido por                 | Escrito por                                | Fecha de lanzamiento original |
| --- | -------------------------- | ---------------------------- | ------------------------------------------ | ----------------------------- |
| 1   | «Estar en el horno»        | Mariano Cohn y Gastón Duprat | Emanuel Diez, Mariano Cohn y Gastón Duprat | 11 de octubre de 2023         |
| 2   | «Remar en dulce de leche»  | Mariano Cohn y Gastón Duprat | Emanuel Diez, Mariano Cohn y Gastón Duprat | 11 de octubre de 2023         |
| 3   | «La verdad de la milanesa» | Mariano Cohn y Gastón Duprat | Emanuel Diez, Mariano Cohn y Gastón Duprat | 11 de octubre de 2023         |
| 4   | «Comerse un garrón»        | Mariano Cohn y Gastón Duprat | Emanuel Diez, Mariano Cohn y Gastón Duprat | 11 de octubre de 2023         |
| 5   | «Tirar manteca al techo»   | Mariano Cohn y Gastón Duprat | Emanuel Diez, Mariano Cohn y Gastón Duprat | 11 de octubre de 2023         |

## Desarrollo

### Producción
En diciembre del 2021, The Walt Disney Company Latin America confirmó que habían realizado un acuerdo con Mariano Cohn y Gastón Duprat para la creación de nuevos contenidos originales para la plataforma Star+, entre las cuales se anunció una serie titulada Nada. En febrero del 2022, Brandoni —protagonista de la serie— declaró en una entrevista que la producción estaría compuesta por 5 episodios dirigidos por Cohn y Duprat. Más tarde, se anunció que la serie sería estrenada a mediados del 2023.

### Rodaje
Las grabaciones comenzaron a finales de abril del 2022.

### Casting
Tras el anuncio de la producción de la serie, se comunicó que Luis Brandoni sería el protagonista de la misma. En febrero del 2022, se empezó a rumorear que Robert De Niro podría incorporarse a la serie. En marzo de ese año, se hizo oficial que De Niro formaría parte de la serie como uno de sus protagonistas. Además, se anunció que el resto del elenco estaría integrado por Katja Alemann, Gastón Cocchiarale, Belén Chavanne y que contaría con la participación especial de Guillermo Francella. En abril, Andrea Frigerio fue fichada para unirse al elenco. En mayo, se informó que Silvia Kutika reemplazaría a Alemann y que se incorporaban Enrique Piñeyro y Daniel Aráoz al elenco. Poco después, se dio a conocer que Majo Cabrera, María Rosa Fugazot, Cecilia Dopazo, Daniel Miglioranza, Ariadna Asturzzi y Rodrigo Noya completaban el elenco.

## Premios y nominaciones
| Lista de premios y nominaciones | Lista de premios y nominaciones        | Lista de premios y nominaciones                                 | Lista de premios y nominaciones | Lista de premios y nominaciones | Lista de premios y nominaciones | Lista de premios y nominaciones |
| Año                             | Organización                           | Categoría                                                       | Nominado/a (s)                  | Resultado                       | Ref(s)                          |                                 |
| ------------------------------- | -------------------------------------- | --------------------------------------------------------------- | ------------------------------- | ------------------------------- | ------------------------------- | ------------------------------- |
| 2024                            | Rose d'Or Latinos                      | Mejor serie de comedia o dramedia                               | Nada                            | Nominado                        | [ 16 ]                          |                                 |
| 2024                            | New York Festival's TV y Films Awards  | Comedia en streaming                                            | Nada                            | Ganador                         | [ 17 ]                          |                                 |
| 2024                            | Premios Aura                           | Mejor serie de comedia                                          | Nada                            | Nominado                        | [ 18 ]                          |                                 |
| 2024                            | Premios Produ                          | Mejor miniserie de comedia                                      | Nada                            | Ganador                         | [ 19 ] [ 20 ]                   |                                 |
| 2024                            | Premios Produ                          | Mejor actriz principal - Serie y miniserie de comedia dramática | Majo Cabrera                    | Nominada                        | [ 19 ] [ 20 ]                   |                                 |
| 2024                            | Premios Produ                          | Mejor actor principal - Serie y miniserie de comedia dramática  | Luis Brandoni                   | Ganador                         | [ 19 ] [ 20 ]                   |                                 |
| 2024                            | Premios Produ                          | Mejor dirección - Serie y miniserie de comedia dramática        | Mariano Cohn y Gastón Duprat    | Ganadores                       | [ 19 ] [ 20 ]                   |                                 |
| 2024                            | Premios Martín Fierro de Cine y Series | Mejor serie                                                     | Nada                            | Nominado                        | [ 21 ]                          |                                 |
| 2024                            | Premios Martín Fierro de Cine y Series | Mejor dirección                                                 | Mariano Cohn y Gastón Duprat    | Ganadores                       | [ 21 ]                          |                                 |
| 2024                            | Premios Martín Fierro de Cine y Series | Mejor actriz                                                    | María Rosa Fugazot              | Nominada                        | [ 21 ]                          |                                 |
| 2024                            | Premios Martín Fierro de Cine y Series | Mejor actor                                                     | Luis Brandoni                   | Nominado                        | [ 21 ]                          |                                 |
| 2024                            | Premios Cóndor de Plata                | Revelación femenina                                             | Majo Cabrera                    | Nominada                        | [ 22 ]                          |                                 |